# واسکولیت
رگ‌آماس، واسکولیت یا التهاب رگ (به انگلیسی: Vasculitis) به گروه وسیعی از بیماریهای التهابی رگهای خونی (سرخ‌رگ‌ها، سیاه‌رگ‌ها و مویرگ‌ها) گفته می‌شود. گاه واسکولیت اولیه است که بیماری بر اساس درگیری رگهای خونی به وجود می‌آید و گاه التهاب رگ به عنوان یکی از تظاهرات بیماری دیگری است. برای مثال لوپوس نوعی واسکولیت ثانویه است.
نامگذاری و طبقه‌بندی واسکولیت‌ها بیشتر برحسب نوع و محل رگ درگیر انجام می‌شود. این بیماریها نه واگیر هستند و نه می‌توان مانع از ایجاد آنها شد.

## بیماری‌زایی
بیماری‌زایی (پاتوژنز):
1. کمپلکس‌های ایمنی
2. پادتن‌های ضد سیتوپلاسم نوتروفیلها (ANCA)

تغییرات قابل مشاهده در نمونه‌های بیوبسی بافت نشانگر وجود التهاب در دیواره رگ و درجات متفاوتی از تخریب آن هستند. التهاب دیواره عروق ممکن است موجب تشکیل لخته‌های خونی در دیواره رگ که باعث باریک شدن یا انسداد آن می‌گردد، افزایش نفوذپذیری رگها که موجب افزایش آب میان بافتی و تورم عضو مجاور رگ می‌شود، و با شیوع کمتری پارگی عروق و خونریزی می‌تواند باعث تخریب نسج گردد.

## طبقه‌بندی
1. درگیری در رگ‌های بزرگ: آرتریت تمپورال (Giant cell arteritis)، آرتریت تاکایاسو
2. درگیری در رگ‌های متوسط: پلی آرتریت ندوزا (PAN)، نشانگان کاوازاکی، پلی‌آنژئیت میکروسکوپی، گرانولوماتوز وگنر
3. درگیری در رگ‌های کوچک و کاپیلار: پورپورای هنوخ شوئن لاین، سندرم چرگ اشتراوس (Churg–Strauss syndrome)، بیماری بورگر.

## تظاهرات بالینی
علایم بالینی متنوع بوده به نوع و محل رگهای درگیر بستگی دارد. تظاهرات سیستمیک اغلب مانند تب، کاهش وزن و خستگی می‌باشد. تغییرات آزمونهای آزمایشگاهی (ESR;CRP) نشان دهنده التهاب می‌باشند. علائم موضعی مثلاً در پلی آرتریت ندوزا زخمهای پوستی و نفریت، در گرانولوماتوز وگنر سینوزیت و در آرتریت تمپورال سردرد است.